# Зауер
Зауер (на немски: Sauer; на френски: Sûre) е река, течаща на територията на Белгия, Люксембург и Германия. Влива се в река Мозел и има дължина 173 km.